# Karl Glatt

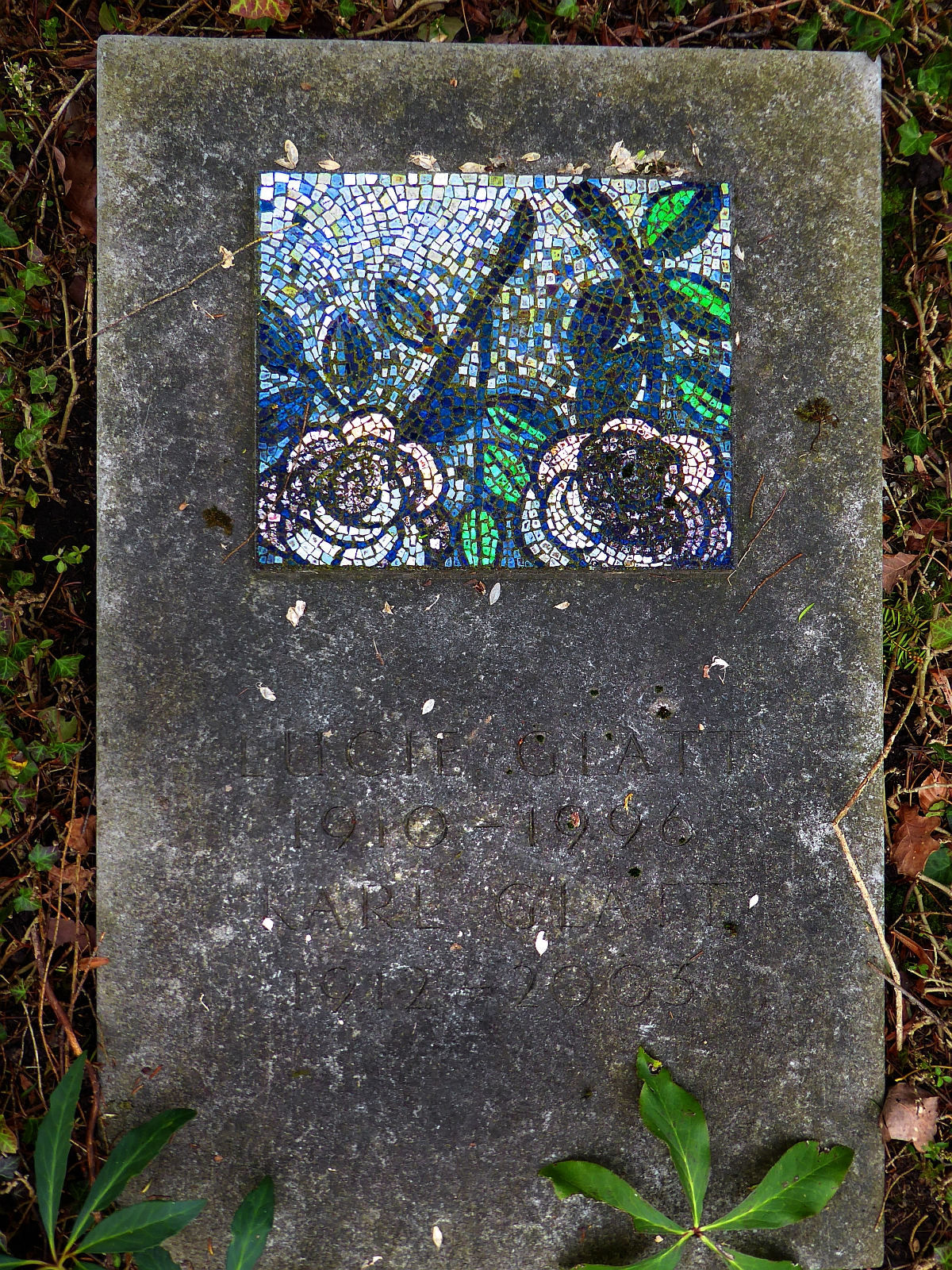
Grab auf dem Friedhof am Hörnli, Riehen, Basel-Stadt

Karl Glatt (* 1. August 1912 in Magden; † 27. April 2003 in Basel) war ein Schweizer Kunstmaler und Zeichner. Er schuf auch Glasbilder und Mosaike.

## Leben
Karl Glatt war eines von fünf Kindern des Schreiners Gustav Glatt und der Maria Gisin und wuchs in Birsfelden auf. Nach einer abgebrochenen Grafikerlehre besuchte von 1932 bis 1934 die Kunstakademie in Wien und war Schüler von Karl Sterrer.
1937 liess er sich in Basel als Künstler nieder. Er war Mitbegründer des «Kreis 48», den er 1952 wieder verliess. Später trat er der Gesellschaft schweizerischer Maler, Bildhauer und Architekten (GSMBA) bei. Von 1961 bis 1964 war er Mitglied der Eidgenössischen Kunstkommission. 1991 wurde er vom Kanton Basel-Landschaft mit dem Kunstpreis geehrt.
In jüngeren Jahren bereiste er Südfrankreich, Spanien, Ibiza und die kanarischen Inseln, wo er Landschaftsaquarelle malte. 1956 erwarb er sich ein Haus im Jura, dessen Landschaften ihn zeitlebens malerisch inspirierten.

## Werk

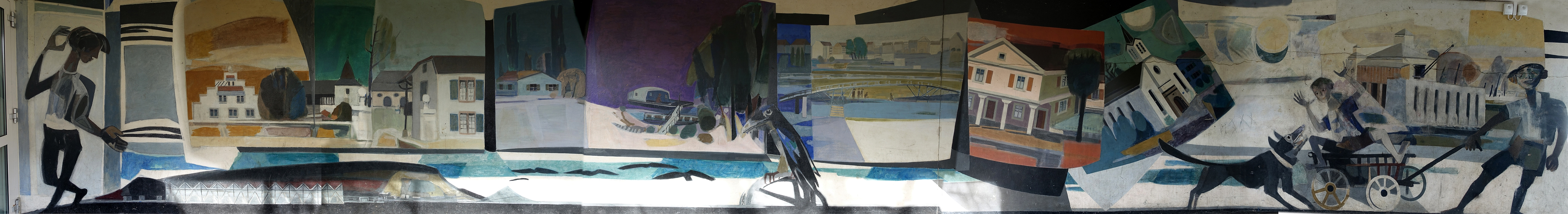
Wandgemälde (1962), Kirchmattschulhaus in Birsfelden

Träumerei

Karl Glatt ist als Landschaftsmaler der Schweizer Freiberge im Jura bekannt. Seine frühe Malerei ist geprägt von einem bewegten, expressiven Stil, später wandelte sich seine Malweise zu mehr flächigen, abstrahierteren Formen. In den Kriegsjahren und bis etwa 1950 pflegte er auch eine grautonige Malweise, weshalb er auch, zusammen mit anderen Künstlern des «Kreis 48», zu den «Basler Graumalern» gezählt wurde.
Glatt gestaltete grossformatige Wandbilder in und an öffentlichen Gebäuden der Region Basel, so z. B. 1967 die Komposition Odysseus strandet an den Klippen der Phaiaken im Kollegiengebäude der Universität Basel. In den siebziger Jahren verband er grafische Schriftelemente mit figürlichen Bildmotiven. Eine spätere Serie Liebespaare stellte Menschen in ihrer Beziehung zueinander dar, teils in intensiven Farben und in kreisender Bewegung. Zu seinem Spätwerk gehören Kompositionen, die er «vegetative Formen und Farben» nannte. Ausgangspunkt dieser Bilder war ein mit Bandschlaufen geschmücktes Kranzgebinde, das er zum Tod seiner Frau erhalten hatte. Diese Kompositionen entwickelte er zu zusehends abstrakteren Konfigurationen, die manchmal an Graffiti erinnern.